# Zakład Karny w Hrubieszowie
Zakład Karny w Hrubieszowie – zakład karny w województwie lubelskim, utworzony w 1968 r. Podlega pod Okręgowy Inspektorat Służby Więziennej w Lublinie.
Zakład ma 630 miejsc, jest najbardziej wysuniętą na wschód jednostką penitencjarną w powojennej Polsce. Jest zakładem karnym typu zamkniętego dla recydywistów penitencjarnych z aresztem śledczym oraz oddziałami typu półotwartego dla odbywających karę po raz pierwszy i młodocianych. W odpowiednio przystosowanej celi mogą także odbywać karę skazani niepełnosprawni fizycznie. Do prowadzenia pracy wychowawczej służy w jednostce osiem świetlic oddziałowych, biblioteka, radiowęzeł oraz kompleks boisk. Pod nadzorem wychowawców skazani wychodzą na zewnątrz, gdzie biorą udział w zawodach sportowych, wycieczkach rowerowych, zwiedzają muzea, kościoły i cmentarze oraz spotykają się z młodzieżą na terenie szkół, przestrzegając przed konsekwencjami naruszeń prawa.

## Historia
Został utworzony 31 lipca 1968 r. Zakład budowali więźniowie odbywający karę pozbawienia wolności w Ośrodku Pracy Więźniów w Werbkowicach, który był oddziałem zewnętrznym Zakładu Karnego w Chełmie.

## Ośrodek internowania
Po 13 grudnia 1981 r., kiedy wprowadzono stan wojenny, był jednym z ośrodków internowania, osadzano tu także skazanych za naruszenie dekretu o stanie wojennym. Przez zakład przewinęło się około 150 więźniów tego rodzaju. Więzienie w Hrubieszowie należało do ciężkich. Raport Prawa człowieka i obywatela w PRL podaje, że dochodziło w nim do pobić, brakowało należytej opieki lekarskiej, zła była jakość posiłków i brak informacji o sytuacji w kraju.
W 1984 r. podziemna „Poczta Solidarność” wydała upamiętniający ten ośrodek znaczek pocztowy Obóz internowania w Hrubieszowie. Był to blok sześciu znaczków ciętych o nominale 200 zł w kolorach czarnym i czerwonym przedstawiających: 1. W kole Polska za drutem kolczastym 2. Kotwica, w środku litera „P”. 3. Orzeł w koronie. 4. Głodówka. 5. Orzeł w koronie, w środku Matka Boża z Dzieciątkiem. 6. „Solidarność” w Dniu Kobiet.
W 1983 r. do Zakładu Karnego w Hrubieszowie rysownik Sławomir Łuczyński zorganizował przemyt aparatu fotograficznego. Przemyconym aparatem Zbigniew Libera zrobił na spacerniaku zdjęcia więźniów, udających pobyt na plaży.

## Bunt osadzonych
Jesienią 1989 r. dwukrotnie doszło do buntu osadzonych.